# Lucas Gaúcho
Lucas Gaúcho (sinh ngày 13 tháng 6 năm 1991) là một cầu thủ bóng đá người Brasil chơi ở vị trí tiền đạo. Anh từng thi đấu tại V.League 1 trong màu áo Hải Phòng mùa giải 2014.

## Sự nghiệp câu lạc bộ
Lucas Gaúcho đã từng chơi cho Thespakusatsu Gunma.